# Deimos (satélite)
Deimos (em grego: terror), é o menor e mais afastado dos dois satélites naturais de Marte. É, também, uma das menores luas do Sistema Solar. Deimos tem um raio médio de 6,2 km e uma velocidade de escape de 5,7 m/s (20 km/h). Além disso, leva 1,26 dias para girar em torno de Marte com uma velocidade orbital média de 1,36 km/s.
Deimos demora o mesmo tempo a completar uma volta ao redor de Marte, quanto a completar uma volta sobre si próprio. Como consequência disso, Deimos tem sempre a mesma face voltado para Marte.
A lua foi descoberta em 12 de agosto de 1877 – juntamente com Fobos, o outro satélite de Marte, seis dias depois – por Asaph Hall e fotografado pela Viking 1 em 1977. Deimos tem um formato bastante irregular e acredita-se que se trate de um asteroide que foi perturbado de sua órbita por Júpiter e que foi capturado pela gravidade de Marte, passando a ser seu satélite.
O nome Deimos (pânico) vem de uma figura mitologia grega e é um dos três filhos de Ares (Marte na mitologia romana) e Afrodite.

## Características principais
Por ser pequeno, Deimos não apresenta uma forma esférica, possuindo dimensões muito irregulares. É composto por rochas ricas em carbono, tal como muitos asteroides, e gelo. A sua superfície apresenta um número razoável de crateras mas, relativamente a Fobos, é muito mais lisa, consequência do preenchimento parcial das crateras com regolito (rochas decompostas). As maiores crateras deste satélite são Swift e Voltaire que medem, aproximadamente, 3 km de diâmetro.
Visto de Deimos, Marte surge no céu como um objeto mil vezes maior e 400 vezes mais brilhante do que a Lua cheia, como é observada da Terra.
Visto de Marte, Deimos surge como um pequeno ponto no céu, difícil de distinguir dos outros astros embora, no seu máximo brilho, possua um brilho equivalente a Vênus (tal como é visto da Terra).

## Formações geológicas

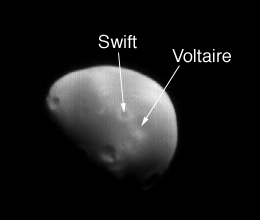
As duas crateras com nome em Deimos

Uma simulação de computador e uma análise de dados indicam que Fobos e Deimos se originaram da desintegração de uma lua muito maior entre 1 e 2,7 bilhões de anos atrás. Apenas duas formações geológicas em Deimos receberam nomes. As crateras Swift e Voltaire receberam nomes de autores que especularam a existência de luas marcianas antes que elas fossem descobertas.
| Cratera  | Referência     | Coordenadas    | Diâmetro (m) |
| -------- | -------------- | -------------- | ------------ |
| Swift    | Jonathan Swift | 12,5°N 358,2°W | 1 000        |
| Voltaire | Voltaire       | 22°N 3,5°W     | 1 900        |

## Exploração
A exploração de Deimos é similar à exploração de Marte e de Fobos. Entretanto, nenhum pouso foi realizado e nenhuma amostra analisada. O satélite foi apenas fotografado pela sonda Viking 1.
Uma missão de retorno de amostras chamada "Gulliver" foi planejada. Basicamente, 1 quilograma de material de Deimos seria retornado à Terra nesta missão.